# Stian Angermund
Stian Angermund (Bergen, Noruega, 27 d'agost de 1986) és un corredor de muntanya noruec.
Stian Angermund va guanyar les 'Salomon Golden Trail World Series' el 2018 i el 2021. A més, té el rècord de la cursa de trail 'Zegama-Aizkorri', i va guanyar dues medalles d'or als 'Campionats del Món de Skyrunning 2016' celebrats a Lleida, en el Quilòmetre vertical i a l'SkyMarathon. El 2017 va guanyar la primera edició del 'Vertical Kilometer World Circuit', després d'imposar-se amb un temps de 34:55 a Zegama. L'any 2021 també va guanyar dues medalles als Campionats d'Europa de Skyrunning, sempre en la disciplina de quilòmetre vertical.